# Ніколаус Ольденбурзький
Ніколаус Ольденбурзький (нім. Nikolaus von Oldenburg), (10 серпня 1897—3 квітня 1970) — титулярний великий герцог Ольденбургу у 1931—1970 роках, син великого герцога Фрідріха Августа II та принцеси Єлизавети Мекленбург-Шверінської.

## Життєпис
Ніколаус з'явився на світ 10 серпня 1897 року в Ольденбурзі. Він став первістком в родині кронпринца Ольденбургу Фрідріха Августа та його другої дружини Єлизавети Мекленбург-Шверінської, народившись за дев'ять з половиною місяців після їхнього весілля. 
Країною в цей час правив його дід, Петер II. 1900-го він помер, і правителем Ольденбургу став Фрідріх Август.
Родина в цей час поповнилася молодшими доньками Інгеборгою Алікс та Альтбургою. Близнюки ж, народжені у березні 1900 померли відразу після народження.
11 листопада 1918 року велике герцогство Ольденбург перестало існувати. Фрідріх Август II, під тиском повсталих моряків, зрікся престолу за себе та Ніколауса. Країна увійшла до складу Веймарської республіки. Родина після цього оселилася в замку Растеде, поблизу Ольденбурга.
У віці 24 років Ніколаус узяв шлюб із 21-річною принцесою Оленою Вальдек-Пірмонтською. Весілля відбулося 26 жовтня 1921 в Арользені. У подружжя народилося дев'ятеро дітей. 1931-го помер Фрідріх Август, і Ніколаус успадкував батьківський титул.
Олена Вальдек-Пірмонтська померла 18 лютого 1948. За два роки Ніколаус одружився вдруге з 46-річною Анною-Марією фон Шуцбар, колишньою дружиною графа Бехтольда фон Берншторфф, що мала трьох доньок від попереднього шлюбу. Весілля відбулося 20 вересня 1950 у Гюльденштайні. Спільних дітей у подружжя не було.
Ніколаус пішов з життя у віці 72 років у Растеде. Похований у мавзолеї на цвинтарі Гертруди в Ольденбурзі.

## Родина
Дружина — Олена Вальдек-Пірмонтська (1899–1948)
Діти:
- Антон-Гюнтер (1923—2014) — титулярний великий герцог Ольденбургу у 1970—2014 роках, був одруженим із Амелі Льовенштайн-Вертхайм-Фроденберг, мав сина та доньку;
- Рікса (1924—1939) — померла у віці 15 років;
- Петер (1926—2016) —  був одруженим із Гертрудою Льовенштайн-Вертхайм-Фроденберг, мав четверо дітей;
- Ейліка (1928—2016) — дружина князя Еміха Лейнінгенського, мала четверо дітей;
- Еґільмар (1934—2013);
- Фрідріх Август (1936—2017) — був одружений з Марією Цецилією Прусською, згодом — із графинею Донатою Кастелл-Рюденхаузен, мав сина та двох доньок від першого шлюбу;
- Альтбурга (нар. 1938) — дружина барона Альфреда фон Ерффа, має п'ятьох синів;
- Гуно (нар. 1940) — одружений з графинею  Феліцією-Анітою Шверін фон Кросіґ, має двох доньок;
- Йоганн (нар. 1940) — одружений з графинею Ілкою фон Ортенбург, має трьох дітей.

Дружина — Анна-Марія фон Шуцбар
Діти: не було